# Little Persia
Little Persia est un quartier de Los Angeles, Californie.

## Présentation
Il comprend la partie du Westwood Boulevard située entre les boulevards Pico et Wilshire. Cette partie de la ville est le centre de la communauté iranienne à Los Angeles, on peut y trouver de nombreux restaurants et commerces iraniens, c'est un des quartiers les plus riches de Los Angeles. Il est appelé Little Persia à cause de l'origine iranienne de la communauté dominante du quartier. 
La ville de Los Angeles dans son ensemble, accueillant la plus grande diaspora iranienne au monde (communauté iranienne en dehors de l'Iran), est elle aussi surnommée Tehrangeles.